# فردا، وقتی جنگ آغاز شد
فردا، وقتی جنگ آغاز شد (به انگلیسی: Tomorrow, When the War Began) فیلمی محصول سال ۲۰۱۰ و به کارگردانی استوارت بیتی است. در این فیلم بازیگرانی همچون کیتلین استیسی، ریچل هرد-وود، لینکلن لویس، دنیز آکدنیز، فیبی تانکین، کریس پانگ، اشلی کامینگز، اندرو رایان و کالین فریلز ایفای نقش کرده‌اند.